# Reprezentacja Polski w Pucharze Kontynentalnym w skokach narciarskich 2012/2013
Reprezentacja Polski w Pucharze Kontynentalnym w skokach narciarskich 2012/2013 zdobyła łącznie 2277 punktów, co było piątym wynikiem spośród wszystkich nacji. Polacy dziewięciokrotnie stawali na podium tych zawodów, a dokonywało tego czterech zawodników: Klemens Murańka, Jan Ziobro, Stefan Hula i Krzysztof Biegun. Dodatkowo Hula odniósł w Planicy zwycięstwo. Trzynastu reprezentantów Polski punktowało (spośród startujących nie dokonał tego jedynie Tomasz Byrt).
Początkowo najwięcej punktów posiadał Klemens Murańka, następnie zaś Stefan Hula, który jednak rozpoczął starty w Pucharze Świata. Ostatecznie najwyższe z Polaków, ósme miejsce w klasyfikacji generalnej zajął Jan Ziobro.

## Tło
W kalendarzu sezonu 2012/2013 Pucharu Kontynentalnego znalazło się dwadzieścia sześć konkursów. W jego poprzedniej edycji reprezentanci Polski sześciokrotnie stawali na podium. W klasyfikacji generalnej najwyżej, na 21. pozycji, znalazł się wówczas Aleksander Zniszczoł, a punkty zdobyło trzynastu Polaków.

## Przebieg sezonu

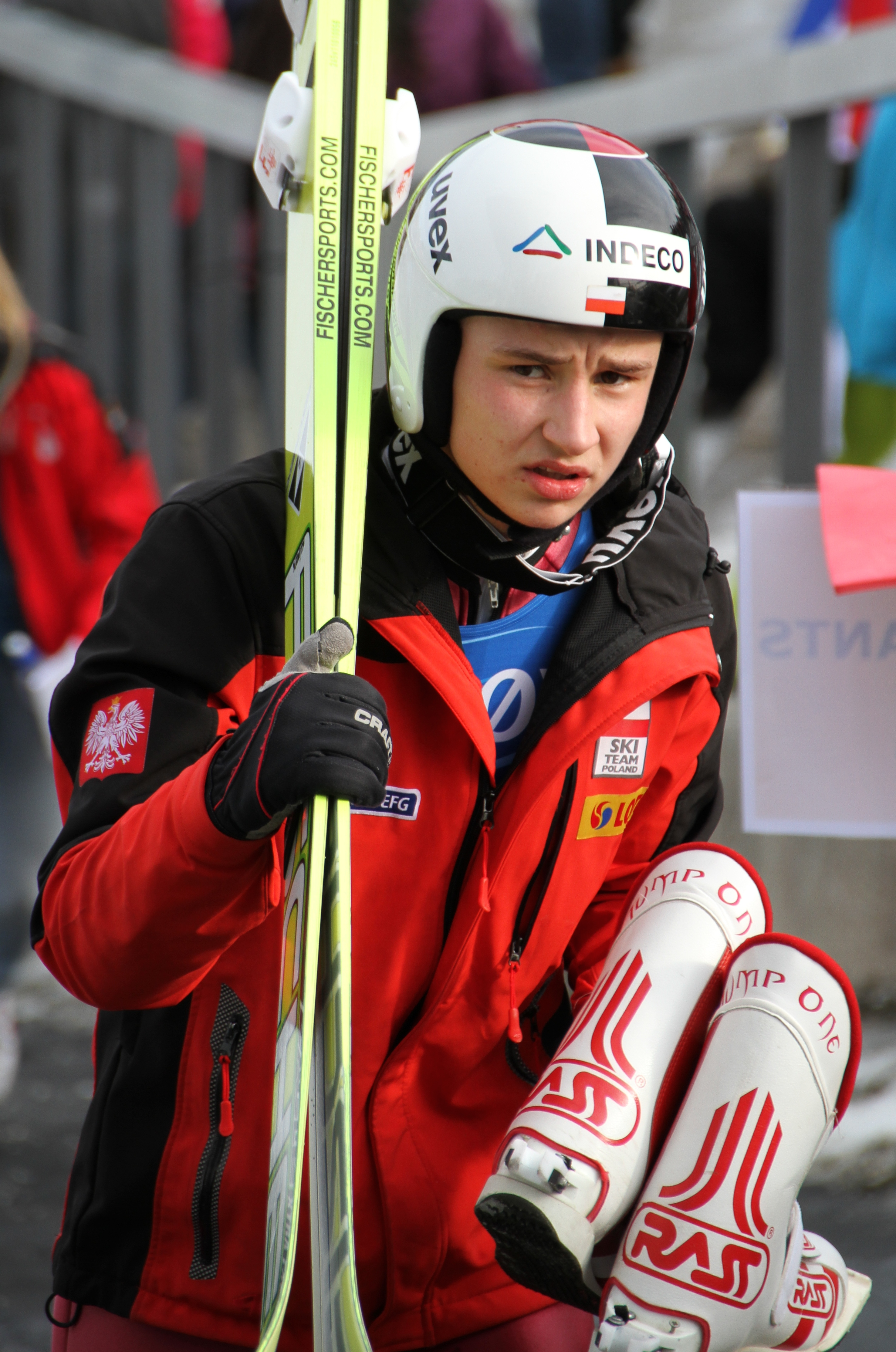
Klemens Murańka, wicelider klasyfikacji generalnej po kilku pierwszych konkursach

W pierwszym konkursie Pucharu Kontynentalnego, odbywającym się 8 grudnia w Ałmaty wystąpiło pięciu polskich skoczków. Po pierwszej serii Klemens Murańka zajmował drugą pozycję, po skoku na 131,5 m, z przewagą jednego punktu nad trzecim Maximilianem Mechlerem i ze stratą 16 pkt do prowadzącego Stefana Krafta. Na 14. miejscu plasował się natomiast Aleksander Zniszczoł, który skoczył na 124 m. Pozostali trzej reprezentanci Polski plasowali się poza pierwszą trzydziestką: Jan Ziobro był 31. (po skoku na 120 m, miał o 0,8 pkt mniej od trzydziestego zawodnika), Stefan Hula 40. (skoczył na 114 m), a debiutujący w zawodach tej rangi Stanisław Biela uplasował się na 46. miejscu (oddał skok na 106 m). W drugiej rundzie Zniszczoł skoczył na 123 m i awansował na ósmą pozycję, Murańka natomiast utrzymał swoją drugą lokatę po próbie na odległość 128,5 m. Zdobył o 0,2 pkt więcej od trzeciego Davida Zaunera, a jego strata do Krafta utrzymała się na poziomie 16 pkt.
Następnego dnia punkty zdobyło dwóch Polaków. Po pierwszej serii Murańka ponownie zajmował drugą pozycję. Oddał on skok na 129,5 m i tracił 4,1 pkt do Krafta. Z 28. miejsca awansował Biela, który osiągnął 118,5 m. Miejscami w czwartej dziesiątce rywalizację zakończyli Ziobro (33., 117 m) i Hula (34., 116 m). Za nieprawidłowy kombinezon zdyskwalifikowany został Zniszczoł. W drugiej serii Biela utrzymał swoją lokatę, lądując na 117. metrze, natomiast Murańka podobnie jak dzień wcześniej sklasyfikowany został na drugiej pozycji, osiągając 133 m. Wygrał ponownie Kraft, o 3,8 pkt przed Polakiem i to on był liderem klasyfikacji generalnej po dwóch pierwszych rundach. Drugi Murańka tracił do niego 40 pkt, szesnasty był Zniszczoł, a trzydziesty piąty – Biela.
Na odbywające się 27 grudnia zawody w szwajcarskim Engelbergu wysłano innych zawodników – Jana Ziobrę, Stefana Hulę, Łukasza Rutkowskiego, Andrzeja Zapotocznego i Jakuba Kota. Po otwierającej serii pierwszego konkursu najwyżej plasował się Ziobro – był dziewiąty po skoku na 115,5 m i tracił 17 pkt do prowadzącego Krafta. Awans do drugiej serii zapewnili sobie także Hula (18. pozycja, ex aequo z Cene Prevcem) i Rutkowski (20.), obaj osiągając 108,5 m. Zapotoczny zajął 54. miejsce, a Kot – 82. na 88 sklasyfikowanych skoczków. W finałowej serii Rutkowski skoczył na 117,5 m i awansował na dziewiętnastą lokatę, a Hula po lądowaniu na 116. metrze utrzymał pozycję. Natomiast Ziobro oddał najdłuższy skok konkursu – 124 m, dzięki któremu awansował na najniższy stopień podium. Strata Polaka do zwycięzcy wyniosła 14 pkt.
Dzień później odbył się drugi konkurs w tej miejscowości. Dwóch Polaków awansowało do drugiej serii – z drugiego miejsca Hula (132,5 m), a z siedemnastego Rutkowski (127 m). Ziobro uplasował się na 42. miejscu, Zapotoczny był 67, a Kot został zdyskwalifikowany. W finałowej rundzie Rutkowski awansował o jedną pozycję, osiągając 125 m, natomiast Hula utrzymał swoją drugą lokatę, lądując na 130. metrze. Wysokie miejsce zajęte w konkursie poskutkowało powołaniem Huli na 61. Turniej Czterech Skoczni. W klasyfikacji generalnej Murańka, mimo że nie startował, utrzymał drugą pozycję. Stefan Hula pojawił się w tej tabeli na 9. miejscu z dorobkiem 93 pkt, Jan Ziobro na 19. z 60 pkt, a Łukasz Rutkowski na 32. z 27 pkt. Zniszczoł spadł na 29. miejsce, a Biela na 54.
5 stycznia Polska gościła zawody Pucharu Kontynentalnego w Zakopanem. Odbyła się jedna seria konkursu. Spośród 13 wystawionych skoczków, czterech zdobyło punkty – Klemens Murańka był szósty (129 m), Marcin Bachleda jedenasty (130,5 m), Aleksander Zniszczoł czternasty (127 m), a Łukasz Rutkowski osiemnasty (126 m). Pozycję 31. zajął Jan Ziobro, 50. – Grzegorz Miętus, 51. – Andrzej Zapotoczny, 53. – Jakub Kot, 58. – Rafał Śliż, 61. – Bartłomiej Kłusek, 64. – Stanisław Biela, natomiast Tomasz Byrt i Krzysztof Biegun zostali zdyskwalifikowani. Następnego dnia konkurs udało się rozegrać w całości. Po pierwszej serii, po skoku na odległość 131,5 m liderem był Zniszczoł, posiadając przewagę 9,7 pkt nad Anže Semeničem. Na dziewiątej pozycji plasował się Murańka (123,5 m), na dziesiątej Ziobro (123 m, ex aequo z Antonínem Hájkiem), 22. był Rutkowski (119,5 m), 26. – Kłusek (118 m, ex aequo z Alexandre Mabbouxem), a 29. – Biegun (117 m). Punktów nie zdobyli: 38. Kot, 40. Miętus, 45. Zapotoczny, 54. Bachleda, 75. Śliż oraz zdyskwalifikowani – Biela i Byrt. W finałowej kolejce Biegun przesunął się na 19. lokatę, osiągając 122,5 m i zajmując ją ex aequo z dwoma Norwegami. Kłusek awansował na 11. pozycję po skoku na 125,5 m, Rutkowski na 15., skacząc na odległość 123,5 m, Ziobro na siódmą, lądując na 122. metrze, Murańka zaś na piątą, robiąc to 2,5 m dalej. Natomiast Zniszczoł został zdyskwalifikowany w drugiej serii i ostatecznie zajął trzydzieste miejsce.
Po domowych konkursach Murańka umocnił się na pozycji wicelidera cyklu, powiększając swoją przewagę nad trzecim skoczkiem do 79 punktów, a do prowadzącego Krafta tracąc ich sto. Hula spadł z 9. miejsca na 19., Zniszczoł z 29. na 32., zaś Biela z 54. na 65. Ziobro awansował z 19. na 18., a Rutkowski z 32. na 30. Po zdobyciu pierwszych punktów Kłusek i Bachleda znaleźli się ex aequo na 41. pozycji, natomiast Biegun na 52.
Na rozegrane w dniach 11-13 stycznia zawody PK w Sapporo wysłano trzech skoczków: Andrzeja Zapotocznego, Jakuba Kota i Stanisława Bielę. Pierwszy konkurs odbył się na skoczni normalnej. Do drugiej serii awansował Zapotoczny (23. pozycja, 86 m) i Kot (27. pozycja, 84 m, ex aequo z Maticem Kramaršičem), natomiast Biela zajął 48. miejsce. W finałowej rundzie Zapotoczny przesunął się na dwudziestą lokatę po skoku na 88 m, natomiast Kot spadł na trzydziestą po lądowaniu na 80. metrze. Drugi z konkursów rozegrano na dużym obiekcie Ōkurayama. W pierwszej próbie Kot uzyskał 123,5 m i plasował się na dwunastej lokacie (ex aequo z Takanobu Okabe), Zapotoczny zaś po o półtora metra dłuższym skoku był piętnasty. Biela zakończył rywalizację na 36. lokacie. W drugiej serii Zapotoczny awansował na jedenastą lokatę, skacząc na odległość 117 m, a Kot po osiągnięciu 108. metra zajął ostatecznie 27. miejsce. Rozegrano jeszcze jeden konkurs na obiekcie K-120. Po pierwszej kolejce Andrzej Zapotoczny znajdował się na dziesiątej lokacie (ze skokiem na 125 m), Biela był 27. (112,5 m), a Kot 41. (101 m). W drugim skoku Zapotoczny nie przekroczył bariery 100 metrów, lądując pięć metrów przed nią i spadł na 19. pozycję. Biela po próbie na odległość 86,5 m, najkrótszej w serii spadł na trzydzieste miejsce.
W klasyfikacji generalnej Zapotoczny awansował z 65. na 44. lokatę, a Kot z ostatniej, 82. na 80. Pozostali Polacy spadli w tabeli, w tym Klemens Murańka, który stracił pozycję wicelidera i był piąty.
Kolejne zawody odbyły się w dniach 19-20 stycznia w austriackim Bischofshofen, a wystartowali w nich: Jan Ziobro, Stefan Hula, Andrzej Zapotoczny, Łukasz Rutkowski, Jakub Kot i Stanisław Biela. Najwyżej sklasyfikowanym po pierwszej rundzie Polakiem był Ziobro, który osiągnął 128,5 m i wraz z Davidem Unterbergerem plasował się na piątej lokacie. Trzynasty był Hula po skoku o dwa metry krótszym, piętnaste miejsce (ex aequo z Nicholasem Alexandrem) zajmował Zapotoczny z odległością 126 m. Do drugiej rundy nie awansowali: Rutkowski (46. pozycja), Kot (52.) i Biela (58.). W drugiej kolejce Zapotoczny spadł na 26. lokatę po uzyskaniu 120 m, Hula awansował na dziesiąte miejsce po próbie na odległość 129,5 m, a Ziobro zajął ostatecznie siódmą pozycję po skoku na 129 m. Odbył się także drugi konkurs na tym obiekcie. W pierwszym skoku Ziobro uzyskał 128,5 m i był siódmy. Kolejnym Polakiem w tabeli wyników był dziewiętnasty Kot (122,5 m), do drugiej serii zakwalifikował się jeszcze dwudziesty drugi Hula (121,5 m). Pozostali „biało-czerwoni” nie zdobyli punktów: 33. był Rutkowski, 49. – Biela, 62. – Zapotoczny. W finałowej rundzie Hula skoczył na odległość 113 m i spadł na 23. miejsce, Kot po lądowaniu na 111. metrze uplasował się o jedną pozycję niżej. Ziobro skoczył na odległość 125 m i przesunął się na piąte miejsce.
W generalnej klasyfikacji Murańka spadł z piątej na szóstą lokatę. Jan Ziobro awansował z 25. na 12., Aleksander Zniszczoł z 49. na 41., a Jakub Kot z 80. na 78. Pozostali Polacy pogorszyli swoje pozycje.
Na konkursy odbywające się 26-27 stycznia w Titisee-Neustadt powołano tę samą grupę skoczków co w poprzednich zawodach, z tym wyjątkiem, że Stanisława Bielę zastąpił Rafał Śliż. Po otwierającej serii pierwszego konkursu najwyżej klasyfikowano Hulę, który był dziewiąty po skoku na 131,5 m. Do drugiej serii awansował jeszcze tylko, z dziewiętnastej pozycji Ziobro (129 m). Zapotoczny był 41., Kot – 46., Rutkowski – 62., natomiast Śliż został zdyskwalifikowany. W ostatecznych wynikach Ziobro był 26. po osiągnięciu odległości 124,5 m w drugiej serii, a Hula ósmy, uzyskując ponownie 131,5 m. Drugi konkurs składał się tylko z jednej rundy. Najwyższe, trzynaste, miejsce zajął Śliż (127 m), 26. był Ziobro (124,5 m), a 30. – Rutkowski (123,5 m). Punktów nie zdobyli: Hula (34.), Zapotoczny (48.) i Kot (64.)
W tabeli generalnej nadal najwyżej, na ósmej pozycji, sklasyfikowany był Murańka, jednak spadł on o dwie lokaty w porównaniu do sytuacji po konkursach w Austrii. Jan Ziobro spadł z 12. na 15. lokatę. Stefan Hula awansował z 27. na 20. miejsce, Rafał Śliż pojawił się na 80. miejscu w tabeli, a lokaty pozostałych reprezentantów Polski uległy obniżeniu.

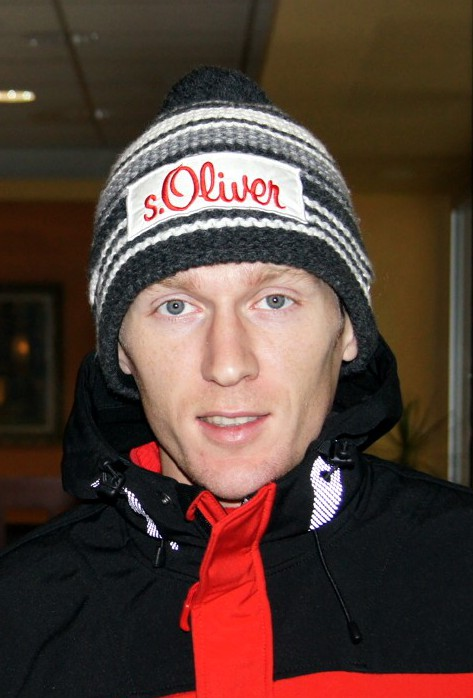
Stefan Hula, zwycięzca zawodów w Planicy

W Planicy na początku lutego wystartowała ta sama grupa zawodników co w Titisee-Neustadt. Po otwierającej serii pierwszego konkursu, na drugiej pozycji plasował się Stefan Hula, który osiągnął 128,5 m. Dziewiąty był Rafał Śliż, jedenasty Jan Ziobro (obaj 124 m), dwudziesty pierwszy zaś Rutkowski (121 m). Na przełomie szóstej i siódmej dziesiątki sklasyfikowano Kota i Zapotocznego. W finałowej kolejce Rutkowski skoczył na odległość 124,5 m i przesunął się na siedemnaste miejsce, Ziobro po skoku o dwa metry bliższym awansował zaś na dziesiątą. Śliż uzyskał jedynie 111 metrów i spadł na 28. lokatę. Natomiast Hula utrzymał swoje miejsce na podium po próbie na odległość 125,5 m. Jeszcze tego samego dnia rozegrano następny konkurs. Liderem po pierwszym skoku (na odległość 129 m) był Hula. Z miejsc w trzeciej dziesiątce do drugiej serii awansowali: Rutkowski (23. pozycja, 123 m), Kot (25., 121 m) i Ziobro (28. – ex aequo z Matsem S. Berggaardem, 121 m). Punktów nie zdobyli Śliż (48.) i Zapotoczny (56.). W ostatecznej klasyfikacji Kot był 25. po skoku na 120,5 m w finałowej rundzie, Rutkowski – 22. (osiągnął 121,5 m), a Ziobro – 20. (123,5 m). Natomiast Hula odniósł zwycięstwo, lądując na 130. metrze, z notą łączną 245,7 pkt z przewagą 5,4 pkt nad Stefanem Kraftem.
Dwa miejsca na podium pozwoliły Stefanowi Huli wejść do pierwszej dziesiątki klasyfikacji generalnej. Znajdował się na 6. pozycji z dorobkiem 339 pkt. Z czołowej dziesiątki wypadł natomiast Klemens Murańka, który był trzynasty. Piętnastą pozycję utrzymał Jan Ziobro. Z 53. na 43. lokatę przesunął się Łukasz Rutkowski, a z 90. na 87. Jakub Kot. Pozostali Polacy nieznacznie spadli w klasyfikacji.
Niecały tydzień później rozegrano trzy konkursy w Iron Mountain. Wysłano tam zupełnie inny skład: Aleksandra Zniszczoła, Bartłomieja Kłuska, Grzegorza Miętusa, Krzysztofa Bieguna, Klemensa Murańkę i Stanisława Bielę. Po pierwszej rundzie najwyżej z Polaków, na trzynastej pozycji plasował się Murańka. Skoczył on na odległość 130,5 m. Jedną pozycję niżej znajdował się Kłusek (128 m). Sąsiadujące pozycje 20. i 21. zajmowali Biegun (127,5 m) i Miętus (126,5 m). Na 24. pozycji znajdował się Zniszczoł (125,5 m), a punktów nie zdobył jedynie Biela (34. miejsce). W serii drugiej Zniszczoł po skoku na 129 m awansował do pierwszej dziesiątki, na siódmą lokatę. Miętus awansował na 17. miejsce, osiągając 109 m, Biegun zaś na 20. po próbie na odległość 106 m. Kłusek po skoku na 114,5 m przesunął się na trzynaste miejsce, zajmowane dotychczas przez Klemensa Murańkę. Ten z kolei spadł na 21. miejsce, uzyskując 105,5 m. Tego samego dnia rozegrano drugi konkurs. Do finałowej rundy awansowali: Biegun (z 8. pozycji, 124,5 m), Murańka (z 19., 126 m), Kłusek (z 22., 125,5 m) i Zniszczoł (z 29., 125,5 m). Natomiast Biela i Miętus uplasowali się pod koniec czwartej dziesiątki. W drugiej serii wszyscy „biało-czerwoni” awansowali: Zniszczoł na 27. miejsce po skoku na 125,5 m, Kłusek na 18. po uzyskaniu takiej samej odległości, Murańka na 14., uzyskując 126 m, Biegun zaś na 7., osiągając 124,5 m. Dzień później, 10 stycznia odbył się trzeci z zaplanowanych konkursów. Ponownie czterech Polaków awansowało do drugiej serii: Biegun z 10. wynikiem (123 m, ex aequo z Ingvaldsenem), Murańka z 12. (123 m), Kłusek z 22. i Zniszczoł z 25. (obaj 115,5 m). Tymczasem Biela i Miętus zakończyli rywalizację na, kolejno: 37. i 38. pozycji. Po finałowym skoku na 110 m Zniszczoł spadł na 27. miejsce, Kłusek natomiast awansował na dwunaste po osiągnięciu 126. metra zeskoku. Murańka przesunął się na piątą lokatę, skacząc na odległość 130,5 m, a Biegun spadł na siedemnastą po próbie na odległość 117 m.
Mimo zdobytych punktów Klemens Murańka spadł w klasyfikacji generalnej z 13. na 14. miejsce. Aleksander Zniszczoł awansował natomiast z 59. na 41., Kłusek z 78. na 50., a Biegun z 96. na 52. Grzegorz Miętus po zdobyciu pierwszych czternastu punktów w sezonie plasował się na 95. pozycji. Biela spadł ze 109. na 112. pozycję. Jeżeli chodzi o niestartujących w Stanach Zjednoczonych reprezentantach Polski, to Stefan Hula wypadł z pierwszej dziesiątki tabeli na dwunaste miejsce, a Jan Ziobro z piętnastego na dwudzieste. Swoje pozycje stracili też inni, niżej klasyfikowani Polacy.
W zawodach w niemieckim Brotterode w połowie lutego wzięli udział: Łukasz Rutkowski, Andrzej Zapotoczny, Grzegorz Miętus i Jakub Kot. W pierwszym konkursie punktował tylko Rutkowski, który oddał dwa skoki na odległość 109 m. W finałowej serii spadł z czternastego miejsca (zajmowanego ex aequo z Tobiasem Lugertem) na 17. miejsce, na którym zakończył konkurs (ex aequo z Robertem Johanssonem). Kot zajął 37. miejsce, Miętus – 41., a Zapotoczny został zdyskwalifikowany. Po otwierającej serii drugiego konkursu, trzech Polaków znajdowało się w trzeciej dziesiątce wyników – Rutkowski był 22. (106 m), Zapotoczny – 26. (103,5 m), a Miętus – 30. (103 m). Jakub Kot zajął 51. lokatę. W finałowej próbie zarówno Zapotoczny, jak i Miętus nie osiągnęli setnego metra i spadli na pozycje: 28. i 30. Natomiast Rutkowski skokiem na 108 m zapewnił sobie pozycję w czołowej dziesiątce konkursu, na dziewiątym miejscu.
Dzięki zdobytym w obu konkursach punktom Rutkowski awansował z 48. na 38. miejsce w klasyfikacji generalnej. Lokaty pozostałych Polaków uległy pogorszeniu, najwyżej plasował się Stefan Hula (był trzynasty).
W dniach 23-24 lutego odbyły się konkursy PK w polskiej Wiśle. Wzięli w nich udział: Jan Ziobro, Łukasz Rutkowski, Krzysztof Biegun, Bartłomiej Kłusek, Aleksander Zniszczoł i Grzegorz Miętus. Po pierwszej kolejce konkursu nr 1 prowadził Biegun, który uzyskał 124,5 m i posiadał 0,1 pkt przewagi nad drugim Maticem Benedikiem. Szósty był Miętus (122,5 m), szesnasty – Kłusek (120 m), dwudziesty pierwszy – Ziobro (120 m, ex aequo z Florianem Altenburgerem). Poza pierwszą „trzydziestką” sklasyfikowano: Rutkowskiego (na 33. pozycji) i Zniszczoła (na 55.). W drugiej kolejce Ziobro osiągnął 127,5 m i przesunął się na szóstą pozycję. Kłusek po skoku na 121 m spadł na osiemnastą lokatę. Miętus powtórzył swój wynik z pierwszej serii (122,5 m) i spadł na dziewiąte miejsce. Prowadzący po pierwszym skoku Biegun skoczył na odległość 124 m, co przy dłuższych próbach Danny’ego Quecka i Benedika dało mu trzecią lokatę w ostatecznej klasyfikacji. Następnego dnia rozegrano następny konkurs. Po jego pierwszej serii, w czołowej dziesiątce znajdowało się trzech reprezentantów gospodarzy – Rutkowski i Ziobro zajmowali ex aequo szóstą lokatę po skoku na odległość 124,5 m, dziewiąty zaś był Biegun, który wylądował dwa metry bliżej. Czternastą pozycję zajmował Zniszczoł (121 m), dwudziesty siódmy był Miętus (118 m). Do finałowej rundy nie awansował tylko Kłusek (116,5 m). W niej Miętus awansował na 23. lokatę po skoku na odległość 119,5 m, Zniszczoł spadł na 24. po uzyskaniu 115 m, a Biegun przesunął się na dziesiątą, lądując na 120. metrze zeskoku. Z zajmowanego wspólnie szóstego miejsca, Rutkowski spadł na piętnaste (osiągnął 116,5 m), a Ziobro stanął na najniższym stopniu podium (skoczył na 126,5 m).
Jan Ziobro awansował z 22. na 17. miejsce w klasyfikacji generalnej, Biegun z 55. na 30., a Miętus z 101. na 70. Rutkowski utrzymał 38. lokatę, a Zniszczoł 47. Natomiast Kłusek spadł z 52. na 53. miejsce. Najwyżej plasującym się Polakiem pozostał, dotąd trzynasty, Stefan Hula, który znajdował się na piętnastej pozycji. Były wicelider cyklu, Murańka, spadł na 19. pozycję.
W Libercu na początku marca wystąpili: Jan Ziobro, Klemens Murańka, Krzysztof Biegun, Łukasz Rutkowski, Bartłomiej Kłusek i Aleksander Zniszczoł. W pierwszym z konkursów zapunktowali oni wszyscy, co było pierwszym takim przypadkiem w tamtym sezonie. Najwyżej po pierwszym skoku plasował się Rutkowski, który po próbie długiej na 96,5 m zajmował dwunaste miejsce. Jedną lokatę niżej klasyfikowany był Biegun, po skoku o pół metra dłuższym. Ex aequo na piętnastym miejscu plasowali się Kłusek (95 m) i Murańka (95,5 m). Siedemnasty był Ziobro (95 m, wraz z dwoma innymi skoczkami), a dwudziesty trzeci – Zniszczoł (92,5 m, ex aequo z Vegard Swensenem). W finałowej rundzie Zniszczoł utrzymał swoją pozycję po osiągnięciu 94. metra. Ziobro awansował na trzynastą lokatę po skoku na odległość 97 m, zajmując ją wspólnie z Žigą Mandlem. Murańka utrzymał piętnastą lokatę, uzyskując 95,5 m. Kłusek po skoku o długości 91,5 m spadł na 22. miejsce. Zarówno Biegun, jak i Rutkowski wylądowali na 98. metrze i zajęli ostatecznie sąsiadujące pozycje: piątą i czwartą. Rutkowski stracił 0,5 pkt do podium. W drugim konkursie w tej czeskiej miejscowości punkty zdobyło czterech Polaków. Rozegrano tylko jedną serię. Jan Ziobro zajął ósmą lokatę (uzyskał 98 m), Zniszczoł – dziewiatą (97 m, ex aequo z dwoma innymi skoczkami), Murańka – osiemnastą (96 m), a Rutkowski – dwudziestą ósmą (92,5 m). Miejsca w szóstej dziesiątce zajęli Kłusek i Biegun.
Zdobyte punkty pozwoliły Janowi Ziobro powrócić na piętnaste miejsce w klasyfikacji generalnej. Od tamtego czasu był najwyżej sklasyfikowanym z reprezentantów Polski – dotychczas był nim Stefan Hula, jednak spadł z piętnastej lokaty na dwudziestą. Klemens Murańka przesunął się z 19. na 18. lokatę. Krzysztof Biegun awansował z 30. na 26. miejsce, Łukasz Rutkowski z 38. na 29., Aleksander Zniszczoł z 47. na 41., a Bartłomiej Kłusek z 52. na 50. Pozycje pozostałych Polaków uległy nieznacznemu obniżeniu.

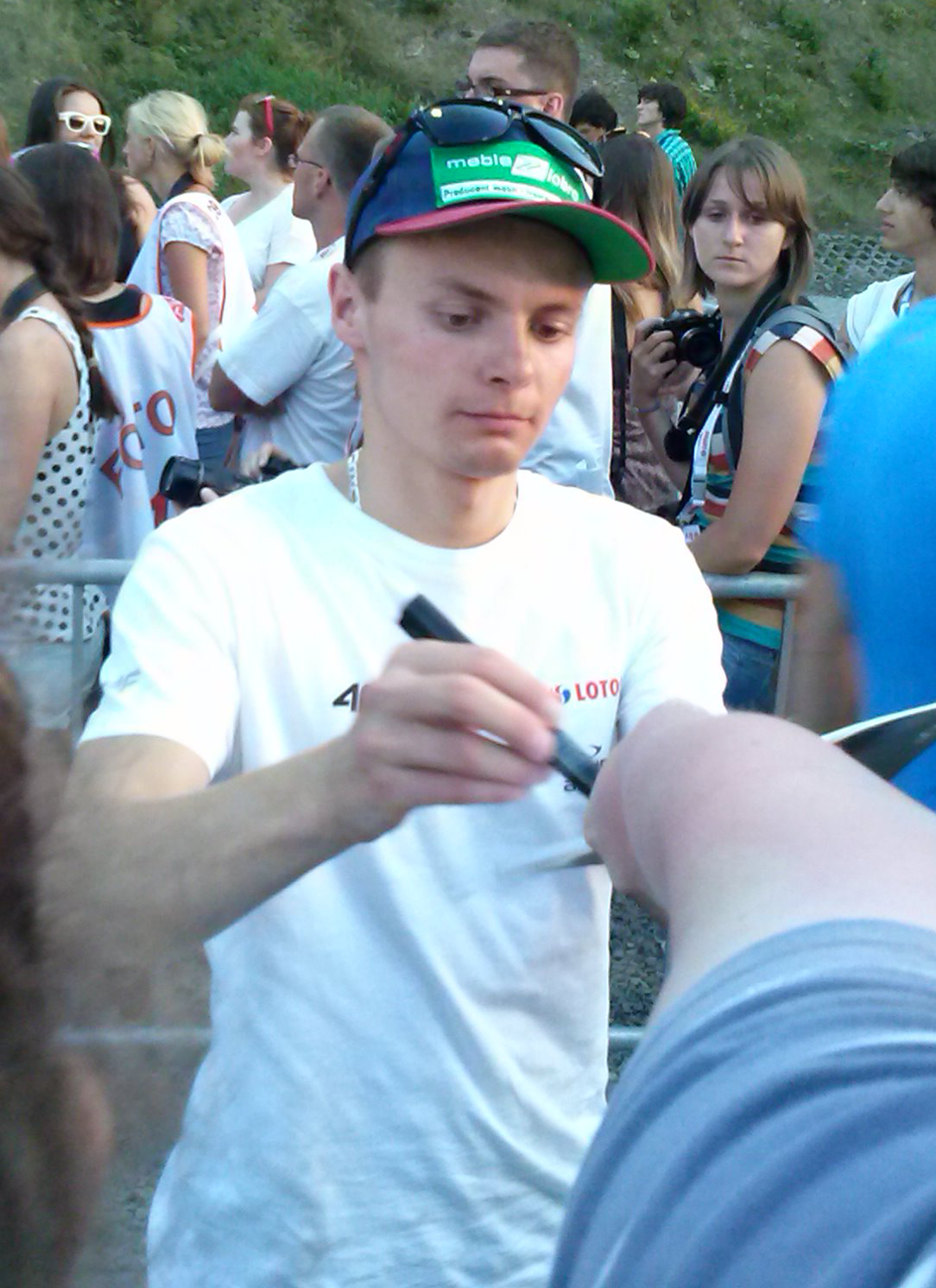
Jan Ziobro, najwyżej sklasyfikowany Polak w sezonie 2012/2013

Na zawody na normalnej skoczni w norweskim Vikersund, rozegranych w dniach 8-9 marca pojechało ośmiu Polaków. Byli to Jan Ziobro, Klemens Murańka, Krzysztof Biegun, Aleksander Zniszczoł, Bartłomiej Kłusek, Grzegorz Miętus, Jakub Kot i Stanisław Biela. Po pierwszej serii konkursu z 8 marca najwyżej plasował się Ziobro – po skoku na odległość 115 m był czwarty, ex aequo z Maximilianem Mechlerem. Za nimi, na szóstej pozycji znajdował się Biegun (osiągnął 113,5 m), a osiemnasty był Biela (109,5 m). Miętus został zdyskwalifikowany, a pozostali Polacy uplasowali się pomiędzy piątą a siódmą dziesiątką. Po finałowej rundzie, w której oddał skok na 109 m, Biela zajął ostatecznie dwudzieste miejsce. Biegun utrzymał szóstą lokatę, osiągając 115 m, a Ziobro stanął na drugim stopniu podium po najdłuższym w konkursie skoku, na odległość 119,5 m.
W drugim konkursie jedynie dwóch reprezentantów Polski zdobyło punkty. Po pierwszej rundzie miejsce 20. zajmował Biegun (108,5 m), a 30. – Miętus (107 m). Po drugiej serii obydwaj poprawili swoje pozycje – Miętus awansował na 25. po skoku na 101 m, a Biegun na 12., lądując dziesięć metrów dalej. Na 38. miejscu zawody skończył Biela, na 40. – Ziobro, a pozostałych czterech uplasowało się pomiędzy piątą a siódmą dziesiątką wyników.
Po konkursach w Norwegii trzech Polaków poprawiło swoje pozycje w klasyfikacji generalnej – Ziobro awansował z 15. na 11., Biegun z 26. na 25., a Biela ze 124. na 108. Lokaty pozostałych uległy obniżeniu. W drugiej dziesiątce tabeli znajdował się jeszcze, na 20. pozycji – Murańka, jednak wypadł z niej Hula.
Tydzień później zorganizowano kończące rywalizację w Pucharze Kontynentalnym zawody w Niżnym Tagile. Jedyną zmianą w składzie w porównaniu z Vikersund był brak Jakuba Kota. Po otwierającej serii pierwszego konkursu, najwyżej plasował się Jan Ziobro – był piąty po skoku na 93,5 m, a do dwóch plasujących się na trzeciej pozycji zawodników tracił pół punktu. Dwunasty był Bartłomiej Kłusek i Krzysztof Biegun (obaj 89,5 m), ex aequo z Fredrikiem Bjerkeengenem. Dwudziesty ósmy był Stanisław Biela (87 m), a dwudziesty dziewiąty, ex aequo z Aleksandrem Szuwałowem – Miętus (86 m). 32. miejsce zajął Klemens Murańka, a 37. – Aleksander Zniszczoł. W finałowej kolejce Miętus uzyskał odległość 89,5 m i awansował na 23. miejsce. Biela wylądował na 62. metrze zeskoku i spadł na trzydziestą pozycję. Biegun przesunął się na dziewiątą pozycję po skoku na 92,5 m, natomiast Kłusek spadł na osiemnastą po osiągnięciu 90 m. Ziobro uzyskał 94 m i zajął najniższe miejsce na podium. W ostatnim konkursie sezonu do drugiej serii awansowali wszyscy Polacy z wyjątkiem Stanisława Bieli, który był 43. Najwyżej, na drugim miejscu, plasował się Kłusek, który po skoku na 97 m miał cztery punkty straty do lidera, Roka Justina. Dwunasty, ex aequo z dwoma zawodnikami, był Ziobro (93,5 m), szesnaste miejsce zajmowali wspólnie Miętus (92,5 m) i Biegun (93 m), dwudziesty szósty był Zniszczoł (89,5 m), a jedną pozycję niżej plasował się Murańka (89 m). W rundzie finałowej, Murańka skoczył na odległość 87,5 m i spadł na 28. miejsce, które zajął wraz z Michaiłem Maksimoczkinem. Zniszczoł utrzymał 26. lokatę, osiągając 87 m. Zarówno Miętus, jak i Biegun przesunęli się z szesnastego miejsca w górę klasyfikacji – Miętus na jedenaste miejsce (93 m), a Biegun na dziewiąte (94 m, ex aequo z Janem Mayländerem). Jan Ziobro ostatecznie był ósmy po skoku na 96,5 m, natomiast Kłusek szósty po osiągnięciu 91,5 m.
Po zawodach w Rosji Jan Ziobro awansował do pierwszej dziesiątki w finalnej klasyfikacji sezonu 2012/2013 Pucharu Kontynentalnego. Zajął w niej ósme miejsce, z dorobkiem 548 punktów. Był jedynym Polakiem na pierwszych dwudziestu miejscach tej tabeli, ponieważ Klemens Murańka spadł z 20. miejsca na 21.; Hula natomiast z 21. na 22. Biegun awansował z 25. na 23, Kłusek z 52. na 39. miejsce, a Miętus z 71. na 63. Pozycje pozostałych Polaków nie uległy znacznej zmianie.

## Miejsca w klasyfikacji generalnej
Źródło: Skokinarciarskie.pl
| Miejsce | Zawodnik             | Punkty | Strata | Zmiana |
| ------- | -------------------- | ------ | ------ | ------ |
| 8.      | Jan Ziobro           | 548    | -119   | +65    |
| 21.     | Klemens Murańka      | 350    | -317   | +16    |
| 22.     | Stefan Hula          | 339    | -328   | –      |
| 23.     | Krzysztof Biegun     | 324    | -343   | NS     |
| 35.     | Łukasz Rutkowski     | 192    | -475   | NS     |
| 39.     | Bartłomiej Kłusek    | 154    | -513   | -8     |
| 43.     | Aleksander Zniszczoł | 144    | -523   | -22    |
| 63.     | Grzegorz Miętus      | 90     | -577   | +9     |
| 81.     | Andrzej Zapotoczny   | 55     | -612   | +38    |
| 100.    | Marcin Bachleda      | 24     | -643   | -17    |
| 104.    | Rafał Śliż           | 23     | -644   | +18    |
| 109.    | Jakub Kot            | 18     | -649   | -35    |
| 111.    | Stanisław Biela      | 16     | -651   | NW     |

## Miejsca na podium Pucharu Kontynentalnego
| Lp. | Dzień      | Rok  | Miejscowość | Skocznia             | Punkt K | HS     | Zawodnik         | Skok 1  | Skok 2  | Nota      | Lok. | Strata   | Zwycięzca            | Źródło |
| --- | ---------- | ---- | ----------- | -------------------- | ------- | ------ | ---------------- | ------- | ------- | --------- | ---- | -------- | -------------------- | ------ |
| 1.  | 8 grudnia  | 2012 | Ałmaty      | Gornyj Gigant        | K-125   | HS-140 | Klemens Murańka  | 131,5 m | 128,5 m | 245,5 pkt | 2.   | 16,0 pkt | Stefan Kraft         | [ 4 ]  |
| 2.  | 9 grudnia  | 2012 | Ałmaty      | Gornyj Gigant        | K-125   | HS-140 | Klemens Murańka  | 129,5 m | 133,0 m | 252,0 pkt | 2.   | 3,8 pkt  | Stefan Kraft         | [ 6 ]  |
| 3.  | 27 grudnia | 2012 | Engelberg   | Gross-Titlis-Schanze | K-125   | HS-137 | Jan Ziobro       | 111,5 m | 124,0 m | 197,4 pkt | 3.   | 14,0 pkt | Stefan Kraft         | [ 9 ]  |
| 4.  | 28 grudnia | 2012 | Engelberg   | Gross-Titlis-Schanze | K-125   | HS-137 | Stefan Hula      | 132,5 m | 130,0 m | 253,5 pkt | 2.   | 10,5 pkt | Martin Schmitt       | [ 11 ] |
| 5.  | 3 lutego   | 2013 | Planica     | Bloudkova velikanka  | K-125   | HS-139 | Stefan Hula      | 128,5 m | 125,5 m | 235,2 pkt | 2.   | 3,7 pkt  | Stefan Kraft         | [ 35 ] |
| 6.  | 3 lutego   | 2013 | Planica     | Bloudkova velikanka  | K-125   | HS-139 | Stefan Hula      | 129,0 m | 130,0 m | 245,7 pkt | 1.   | –        | –                    | [ 37 ] |
| 7.  | 23 lutego  | 2012 | Wisła       | Malinka              | K-120   | HS-134 | Krzysztof Biegun | 124,5 m | 124,0 m | 245,8 pkt | 3.   | 6,8 pkt  | Danny Queck          | [ 52 ] |
| 8.  | 24 lutego  | 2013 | Wisła       | Malinka              | K-120   | HS-134 | Jan Ziobro       | 124,5 m | 126,5 m | 247,8 pkt | 3.   | 6,0 pkt  | Atle Pedersen Rønsen | [ 54 ] |
| 9.  | 16 marca   | 2013 | Niżny Tagił | Aist                 | K-90    | HS-100 | Jan Ziobro       | 93,5 m  | 94,0 m  | 237,5 pkt | 3.   | 13,0 pkt | Rok Justin           | [ 66 ] |

### Zawodnicy według podiów
| Zawodnik         | Podia | Zwycięstwa | 2. miejsca | 3. miejsca |
| ---------------- | ----- | ---------- | ---------- | ---------- |
| Stefan Hula      | 3     | 1          | 2          | –          |
| Jan Ziobro       | 3     | –          | –          | 3          |
| Klemens Murańka  | 2     | –          | 2          | –          |
| Krzysztof Biegun | 1     | –          | –          | 1          |

## Miejsca w poszczególnych konkursach Pucharu Kontynentalnego
| Jan Ziobro |        |           |           |          |          |         |         |         |               |               |                  |                  |       |       |               |               |               |            |            |       |       |         |         |           |           |             |             |        |     |     |     |     |     |     |     |     |
| Ałmaty | Ałmaty | Engelberg | Engelberg | Zakopane | Zakopane | Sapporo | Sapporo | Sapporo | Bischofshofen | Bischofshofen | Titisee-Neustadt | Titisee-Neustadt | Kranj | Kranj | Iron Mountain | Iron Mountain | Iron Mountain | Brotterode | Brotterode | Wisła | Wisła | Liberec | Liberec | Vikersund | Vikersund | Niżny Tagił | Niżny Tagił | punkty |     |     |     |     |     |     |     |     |
| 31 | 33     | 3         | 42        | 31       | 7        | –       | –       | –       | 7             | 5             | 26               | 26               | 10    | 20    | –             | –             | –             | –          | –          | 6     | 3     | 13      | 8       | 2         | 40        | 3           | 8           | 548    | 548 | 548 | 548 | 548 | 548 | 548 | 548 | 548 |
| Klemens Murańka |        |           |           |          |          |         |         |         |               |               |                  |                  |       |       |               |               |               |            |            |       |       |         |         |           |           |             |             |        |     |     |     |     |     |     |     |     |
| Ałmaty | Ałmaty | Engelberg | Engelberg | Zakopane | Zakopane | Sapporo | Sapporo | Sapporo | Bischofshofen | Bischofshofen | Titisee-Neustadt | Titisee-Neustadt | Kranj | Kranj | Iron Mountain | Iron Mountain | Iron Mountain | Brotterode | Brotterode | Wisła | Wisła | Liberec | Liberec | Vikersund | Vikersund | Niżny Tagił | Niżny Tagił | punkty |     |     |     |     |     |     |     |     |
| 2 | 2      | –         | –         | 6        | 5        | –       | –       | –       | –             | –             | –                | –                | –     | –     | 21            | 14            | 5             | –          | –          | –     | –     | 15      | 18      | 62        | 61        | 32          | 28          | 350    | 350 | 350 | 350 | 350 | 350 | 350 | 350 | 350 |
| Stefan Hula |        |           |           |          |          |         |         |         |               |               |                  |                  |       |       |               |               |               |            |            |       |       |         |         |           |           |             |             |        |     |     |     |     |     |     |     |     |
| Ałmaty | Ałmaty | Engelberg | Engelberg | Zakopane | Zakopane | Sapporo | Sapporo | Sapporo | Bischofshofen | Bischofshofen | Titisee-Neustadt | Titisee-Neustadt | Kranj | Kranj | Iron Mountain | Iron Mountain | Iron Mountain | Brotterode | Brotterode | Wisła | Wisła | Liberec | Liberec | Vikersund | Vikersund | Niżny Tagił | Niżny Tagił | punkty |     |     |     |     |     |     |     |     |
| 40 | 34     | 18        | 2         | –        | –        | –       | –       | –       | 10            | 23            | 8                | 34               | 2     | 1     | –             | –             | –             | –          | –          | –     | –     | –       | –       | –         | –         | –           | –           | 339    |     |     |     |     |     |     |     |     |
| Krzysztof Biegun |        |           |           |          |          |         |         |         |               |               |                  |                  |       |       |               |               |               |            |            |       |       |         |         |           |           |             |             |        |     |     |     |     |     |     |     |     |
| Ałmaty | Ałmaty | Engelberg | Engelberg | Zakopane | Zakopane | Sapporo | Sapporo | Sapporo | Bischofshofen | Bischofshofen | Titisee-Neustadt | Titisee-Neustadt | Kranj | Kranj | Iron Mountain | Iron Mountain | Iron Mountain | Brotterode | Brotterode | Wisła | Wisła | Liberec | Liberec | Vikersund | Vikersund | Niżny Tagił | Niżny Tagił | punkty |     |     |     |     |     |     |     |     |
| – | –      | –         | –         | –        | 19       | –       | –       | –       | –             | –             | –                | –                | –     | –     | 20            | 7             | 17            | –          | –          | 3     | 10    | 5       | 59      | 6         | 12        | 9           | 9           | 324    |     |     |     |     |     |     |     |     |
| Łukasz Rutkowski |        |           |           |          |          |         |         |         |               |               |                  |                  |       |       |               |               |               |            |            |       |       |         |         |           |           |             |             |        |     |     |     |     |     |     |     |     |
| Ałmaty | Ałmaty | Engelberg | Engelberg | Zakopane | Zakopane | Sapporo | Sapporo | Sapporo | Bischofshofen | Bischofshofen | Titisee-Neustadt | Titisee-Neustadt | Kranj | Kranj | Iron Mountain | Iron Mountain | Iron Mountain | Brotterode | Brotterode | Wisła | Wisła | Liberec | Liberec | Vikersund | Vikersund | Niżny Tagił | Niżny Tagił | punkty |     |     |     |     |     |     |     |     |
| – | –      | 19        | 16        | 18       | 15       | –       | –       | –       | 46            | 33            | 62               | 30               | 17    | 22    | –             | –             | –             | 17         | 9          | 34    | 15    | 4       | 28      | –         | –         | –           | –           | 192    |     |     |     |     |     |     |     |     |
| Bartłomiej Kłusek |        |           |           |          |          |         |         |         |               |               |                  |                  |       |       |               |               |               |            |            |       |       |         |         |           |           |             |             |        |     |     |     |     |     |     |     |     |
| Ałmaty | Ałmaty | Engelberg | Engelberg | Zakopane | Zakopane | Sapporo | Sapporo | Sapporo | Bischofshofen | Bischofshofen | Titisee-Neustadt | Titisee-Neustadt | Kranj | Kranj | Iron Mountain | Iron Mountain | Iron Mountain | Brotterode | Brotterode | Wisła | Wisła | Liberec | Liberec | Vikersund | Vikersund | Niżny Tagił | Niżny Tagił | punkty |     |     |     |     |     |     |     |     |
| – | –      | –         | –         | 61       | 11       | –       | –       | –       | –             | –             | –                | –                | –     | –     | 13            | 18            | 12            | –          | –          | 18    | 34    | 22      | 56      | 55        | 68        | 18          | 6           | 154    | 154 | 154 | 154 | 154 | 154 | 154 | 154 | 154 |
| Aleksander Zniszczoł                                                                                                   |        |           |           |          |          |         |         |         |               |               |                  |                  |       |       |               |               |               |            |            |       |       |         |         |           |           |             |             |        |     |     |     |     |     |     |     |     |
| Ałmaty | Ałmaty | Engelberg | Engelberg | Zakopane | Zakopane | Sapporo | Sapporo | Sapporo | Bischofshofen | Bischofshofen | Titisee-Neustadt | Titisee-Neustadt | Kranj | Kranj | Iron Mountain | Iron Mountain | Iron Mountain | Brotterode | Brotterode | Wisła | Wisła | Liberec | Liberec | Vikersund | Vikersund | Niżny Tagił | Niżny Tagił | punkty |     |     |     |     |     |     |     |     |
| 8 | –      | –         | –         | 14       | 301      | –       | –       | –       | –             | –             | –                | –                | –     | –     | 7             | 27            | 27            | –          | –          | 56    | 24    | 23      | 9       | 48        | 50        | 37          | 26          | 144    | 144 | 144 | 144 | 144 | 144 | 144 | 144 | 144 |
| Grzegorz Miętus |        |           |           |          |          |         |         |         |               |               |                  |                  |       |       |               |               |               |            |            |       |       |         |         |           |           |             |             |        |     |     |     |     |     |     |     |     |
| Ałmaty | Ałmaty | Engelberg | Engelberg | Zakopane | Zakopane | Sapporo | Sapporo | Sapporo | Bischofshofen | Bischofshofen | Titisee-Neustadt | Titisee-Neustadt | Kranj | Kranj | Iron Mountain | Iron Mountain | Iron Mountain | Brotterode | Brotterode | Wisła | Wisła | Liberec | Liberec | Vikersund | Vikersund | Niżny Tagił | Niżny Tagił | punkty |     |     |     |     |     |     |     |     |
| – | –      | –         | –         | 50       | 40       | –       | –       | –       | –             | –             | –                | –                | –     | –     | 17            | 38            | 38            | 41         | 30         | 9     | 23    | –       | –       | –         | 25        | 23          | 11          | 90     | 90  | 90  | 90  | 90  | 90  | 90  | 90  | 90  |
| Andrzej Zapotoczny |        |           |           |          |          |         |         |         |               |               |                  |                  |       |       |               |               |               |            |            |       |       |         |         |           |           |             |             |        |     |     |     |     |     |     |     |     |
| Ałmaty | Ałmaty | Engelberg | Engelberg | Zakopane | Zakopane | Sapporo | Sapporo | Sapporo | Bischofshofen | Bischofshofen | Titisee-Neustadt | Titisee-Neustadt | Kranj | Kranj | Iron Mountain | Iron Mountain | Iron Mountain | Brotterode | Brotterode | Wisła | Wisła | Liberec | Liberec | Vikersund | Vikersund | Niżny Tagił | Niżny Tagił | punkty |     |     |     |     |     |     |     |     |
| – | –      | 54        | 67        | 51       | 45       | 20      | 11      | 19      | 26            | 62            | 41               | 48               | 63    | 56    | –             | –             | –             | –          | 28         | –     | –     | –       | –       | –         | –         | –           | –           | 55     |     |     |     |     |     |     |     |     |
| Marcin Bachleda |        |           |           |          |          |         |         |         |               |               |                  |                  |       |       |               |               |               |            |            |       |       |         |         |           |           |             |             |        |     |     |     |     |     |     |     |     |
| Ałmaty | Ałmaty | Engelberg | Engelberg | Zakopane | Zakopane | Sapporo | Sapporo | Sapporo | Bischofshofen | Bischofshofen | Titisee-Neustadt | Titisee-Neustadt | Kranj | Kranj | Iron Mountain | Iron Mountain | Iron Mountain | Brotterode | Brotterode | Wisła | Wisła | Liberec | Liberec | Vikersund | Vikersund | Niżny Tagił | Niżny Tagił | punkty |     |     |     |     |     |     |     |     |
| – | –      | –         | –         | 11       | 54       | –       | –       | –       | –             | –             | –                | –                | –     | –     | –             | –             | –             | –          | –          | –     | –     | –       | –       | –         | –         | –           | –           | 24     |     |     |     |     |     |     |     |     |
| Rafał Śliż |        |           |           |          |          |         |         |         |               |               |                  |                  |       |       |               |               |               |            |            |       |       |         |         |           |           |             |             |        |     |     |     |     |     |     |     |     |
| Ałmaty | Ałmaty | Engelberg | Engelberg | Zakopane | Zakopane | Sapporo | Sapporo | Sapporo | Bischofshofen | Bischofshofen | Titisee-Neustadt | Titisee-Neustadt | Kranj | Kranj | Iron Mountain | Iron Mountain | Iron Mountain | Brotterode | Brotterode | Wisła | Wisła | Liberec | Liberec | Vikersund | Vikersund | Niżny Tagił | Niżny Tagił | punkty |     |     |     |     |     |     |     |     |
| – | –      | –         | –         | 58       | 75       | –       | –       | –       | –             | –             | –                | 13               | 28    | 48    | –             | –             | –             | –          | –          | –     | –     | –       | –       | –         | –         | –           | –           | 23     |     |     |     |     |     |     |     |     |
| Jakub Kot |        |           |           |          |          |         |         |         |               |               |                  |                  |       |       |               |               |               |            |            |       |       |         |         |           |           |             |             |        |     |     |     |     |     |     |     |     |
| Ałmaty | Ałmaty | Engelberg | Engelberg | Zakopane | Zakopane | Sapporo | Sapporo | Sapporo | Bischofshofen | Bischofshofen | Titisee-Neustadt | Titisee-Neustadt | Kranj | Kranj | Iron Mountain | Iron Mountain | Iron Mountain | Brotterode | Brotterode | Wisła | Wisła | Liberec | Liberec | Vikersund | Vikersund | Niżny Tagił | Niżny Tagił | punkty |     |     |     |     |     |     |     |     |
| – | –      | 82        | –         | 53       | 38       | 30      | 27      | 41      | 52            | 24            | 46               | 64               | 59    | 25    | –             | –             | –             | 37         | 51         | –     | –     | –       | –       | 62        | 52        | –           | –           | 18     |     |     |     |     |     |     |     |     |
| Stanisław Biela |        |           |           |          |          |         |         |         |               |               |                  |                  |       |       |               |               |               |            |            |       |       |         |         |           |           |             |             |        |     |     |     |     |     |     |     |     |
| Ałmaty | Ałmaty | Engelberg | Engelberg | Zakopane | Zakopane | Sapporo | Sapporo | Sapporo | Bischofshofen | Bischofshofen | Titisee-Neustadt | Titisee-Neustadt | Kranj | Kranj | Iron Mountain | Iron Mountain | Iron Mountain | Brotterode | Brotterode | Wisła | Wisła | Liberec | Liberec | Vikersund | Vikersund | Niżny Tagił | Niżny Tagił | punkty |     |     |     |     |     |     |     |     |
| 46 | 28     | –         | –         | 64       | –        | 48      | 36      | 30      | 58            | 49            | –                | –                | –     | –     | 34            | 37            | 34            | –          | –          | –     | –     | –       | –       | 20        | 38        | 30          | 43          | 16     |     |     |     |     |     |     |     |     |
| Tomasz Byrt |        |           |           |          |          |         |         |         |               |               |                  |                  |       |       |               |               |               |            |            |       |       |         |         |           |           |             |             |        |     |     |     |     |     |     |     |     |
| Ałmaty | Ałmaty | Engelberg | Engelberg | Zakopane | Zakopane | Sapporo | Sapporo | Sapporo | Bischofshofen | Bischofshofen | Titisee-Neustadt | Titisee-Neustadt | Kranj | Kranj | Iron Mountain | Iron Mountain | Iron Mountain | Brotterode | Brotterode | Wisła | Wisła | Liberec | Liberec | Vikersund | Vikersund | Niżny Tagił | Niżny Tagił | punkty |     |     |     |     |     |     |     |     |
| – | –      | –         | –         | –        | –        | –       | –       | –       | –             | –             | –                | –                | –     | –     | –             | –             | –             | –          | –          | –     | –     | –       | –       | –         | –         | –           | –           | 0      |     |     |     |     |     |     |     |     |
| Legenda |        |           |           |          |          |         |         |         |               |               |                  |                  |       |       |               |               |               |            |            |       |       |         |         |           |           |             |             |        |     |     |     |     |     |     |     |     |
| 1 2 3 4-10 11-30 poniżej 30 - – zawodnik nie wystartował - – dyskwalifikacja 1 Dyskwalifikacja w drugiej serii zawodów |        |           |           |          |          |         |         |         |               |               |                  |                  |       |       |               |               |               |            |            |       |       |         |         |           |           |             |             |        |     |     |     |     |     |     |     |     |